# Kurt Scharr
Kurt Scharr (* 12. Oktober 1970 in Mittersill, Pinzgau) ist ein österreichischer Historiker und Geograph in Innsbruck.

## Leben
Scharr maturierte 1990 an der Handelsakademie in Zell am See. An der Universität Innsbruck studierte er Geschichte und Sozialkunde, Geographie und Wirtschaftskunde (Höheres Lehramt) sowie im Ergänzungsfach Russische Sprache. Die 2. Diplomprüfung bestand er im Juni 1996. Ihr folgte ein vierjähriges Doktoratsstudium bei Gernot Patzelt und Josef Riedmann. 1997/98 war er wissenschaftlicher Mitarbeiter am Russischen Forschungs- und Bildungszentrum „Holocaust“. Im Juni 2000 wurde er zum Dr. rer. nat. promoviert. In jenen vier Jahren war er Mitglied von Pro Scientia, dem Studienförderungswerk der Österreichischen Bischofskonferenz. 2006/07 war er Universitätsassistent am Institut für Geschichte und Europäische Ethnologie der Universität Innsbruck. Am Institut für Geographie (2007–2011) habilitierte er sich 2010 über die Kulturgeschichte der Bukowina für das Fachgebiet Österreichische Geschichte. 2012–2016 war er für die Österreichische Akademie der Wissenschaften tätig. Seit dem 1. Oktober 2016 ist er ordentlicher Universitätsprofessor für Österreichische Geschichte am Innsbrucker Institut für Geschichtswissenschaften und Europäische Ethnologie.
Gastdozent war er an der Babeș-Bolyai-Universität Cluj und der Nationalen Jurij-Fedkowytsch-Universität Czernowitz (2006), Gastprofessor an der University of Alberta (2014). Er ist Herausgeber der Studia Germanica Napocensia in Klausenburg und Beirat des Forschungsinstituts für politisch-historische Studien, Dr. Wilfried Haslauer Bibliothek in Salzburg. Er sitzt im Kuratorium des Instituts für deutsche Kultur und Geschichte Südosteuropas an der LMU München und seit Oktober 2019 im akademischen Senat der Universität Innsbruck. Er engagiert sich für das Tiroler Landesmuseum (Ferdinandeum) und die Innsbrucker Geographische Gesellschaft, einen Zweigverein der Österreichischen Geographischen Gesellschaft. Er ist stellvertretender Vorsitzender der Kommission für Neuere Geschichte Österreichs. In seinen Büchern der letzten Jahre befasst er sich mit Vent (Gemeinde Sölden), den Gulags, dem Franziszeischen Kataster des Kronlandes Bukowina und dem Josephinismus.

## Werke
- Leben an der Grenze der Dauersiedlung. Grund und Boden im »Ötztaler Gebirgsraum« (Ötztal – Schnals – Passeier) vom 13. bis zur Mitte des 19. Jahrhunderts (Schlern-Schriften 314 / Ötztal-Archiv 7). Wagner, Innsbruck 2001, ISBN 978-3-7030-0356-1.[7]
- Vent. Geographie und Geschichte eines Ortes und seiner Täler. Universitätsverlag Wagner, Innsbruck 2013, ISBN 978-3-7030-0829-0.
- Schaufeln–Schubkarren–Stacheldraht. Erinnerungen eines Österreichers an Zwangsarbeitslager und Verbannung in der Sowjetunion. (= Erfahren–Erinnern–Bewahren EEB. 4). Peter Demant Universitätsverlag Wagner, Innsbruck 2014, ISBN 978-3-7030-0818-4.
- mit Helmut Rumpler und Constantin Ungureanu (Hrsg.): Der Franziszeische Kataster im Kronland Bukowina. Czernowitzer Kreis (1817–1865). Statistik und Katastralmappen. (= Veröffentlichungen der Kommission für Neuere Geschichte Österreichs. 112). Böhlau-Verlag, Wien 2015. doi:10.7767/9783205201984
- Der griechisch-orientalische Religionsfonds der Bukowina 1783–1949. Kontinuitäten und Brüche einer prägenden Institution des Josephinismus. Böhlau, Wien 2020, ISBN 978-3-205-20926-3.